# ویندر (جورجیا)
ویندر، جورجیا (به انگلیسی: Winder, Georgia) یک شهر در ایالات متحده آمریکا با جمعیت ۱۴٬۰۹۹ نفر است که در جورجیا واقع شده‌است.

## موقعیت جغرافیایی
موقعیت جغرافیایی شهرها و مناطق اطراف به شرح زیر است: